# Muscolo flessore breve dell'alluce
Nell'anatomia umana il muscolo flessore breve dell'alluce è un muscolo del piede. Il muscolo origina dall'osso Cuboide e dal Cuneiforme ed è diviso in due capi, uno trasverso e uno obliquo. Queste due porzioni si vanno ad inserire nella porzione mediale e laterale alla base della prima falange dell'alluce. Un osso sesamoide è presente in ciascun tendine nell'inserzione all'alluce. La porzione mediale del muscolo flessore breve dell'alluce è vicina alla porzione obliqua del muscolo abduttore dell'alluce.